# Feuerzeug

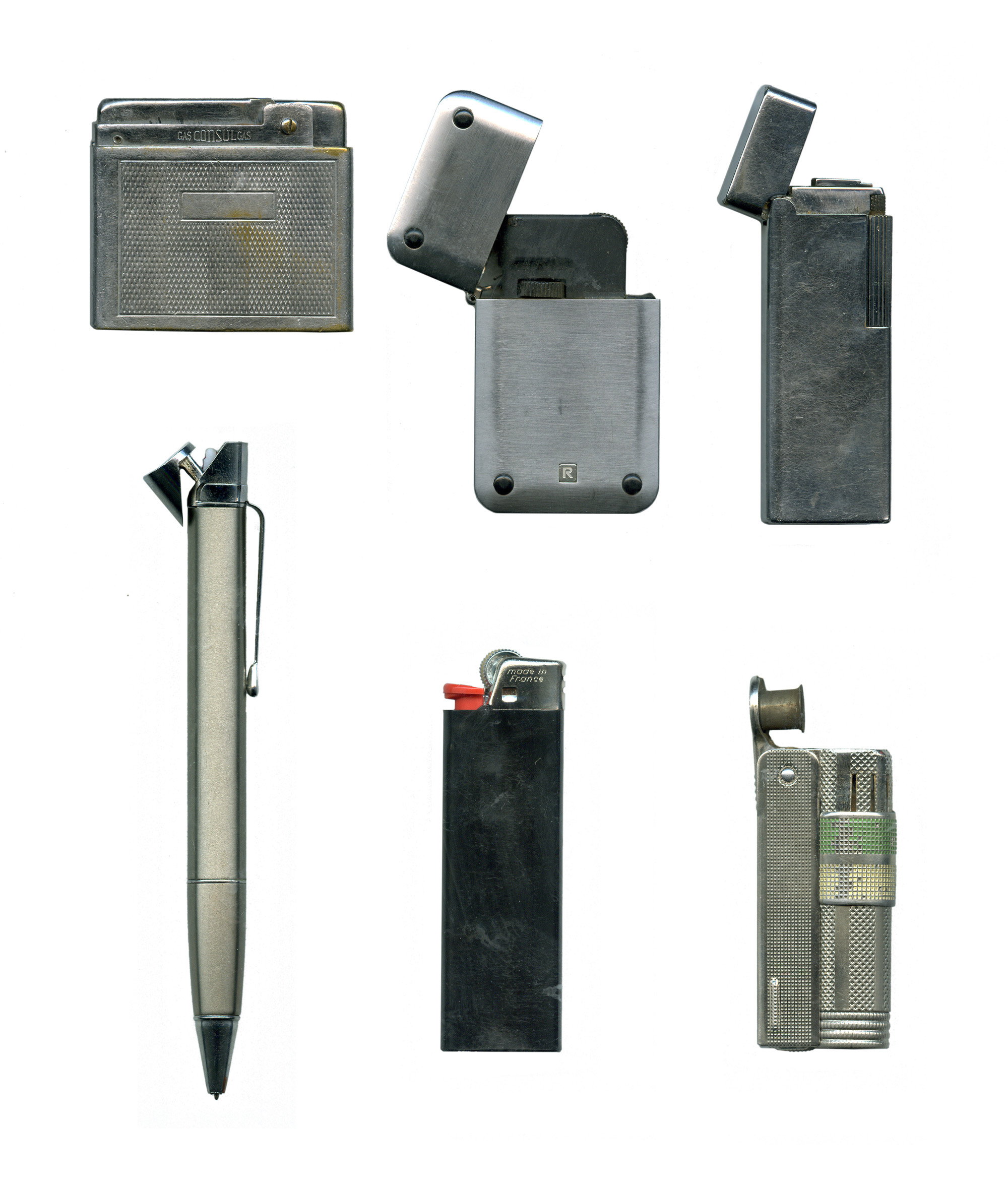
Verschiedene Feuerzeuge
Obere Reihe:
Gasfeuerzeuge mit Zündstein aus den 1950er und 1990er Jahren
Untere Reihe:
Gasfeuerzeug mit Piezo-Zündung als Kugelschreiber, Einwegfeuerzeug mit Zündstein und Benzinfeuerzeug mit Zündstein und verschiebbarem Sturmring

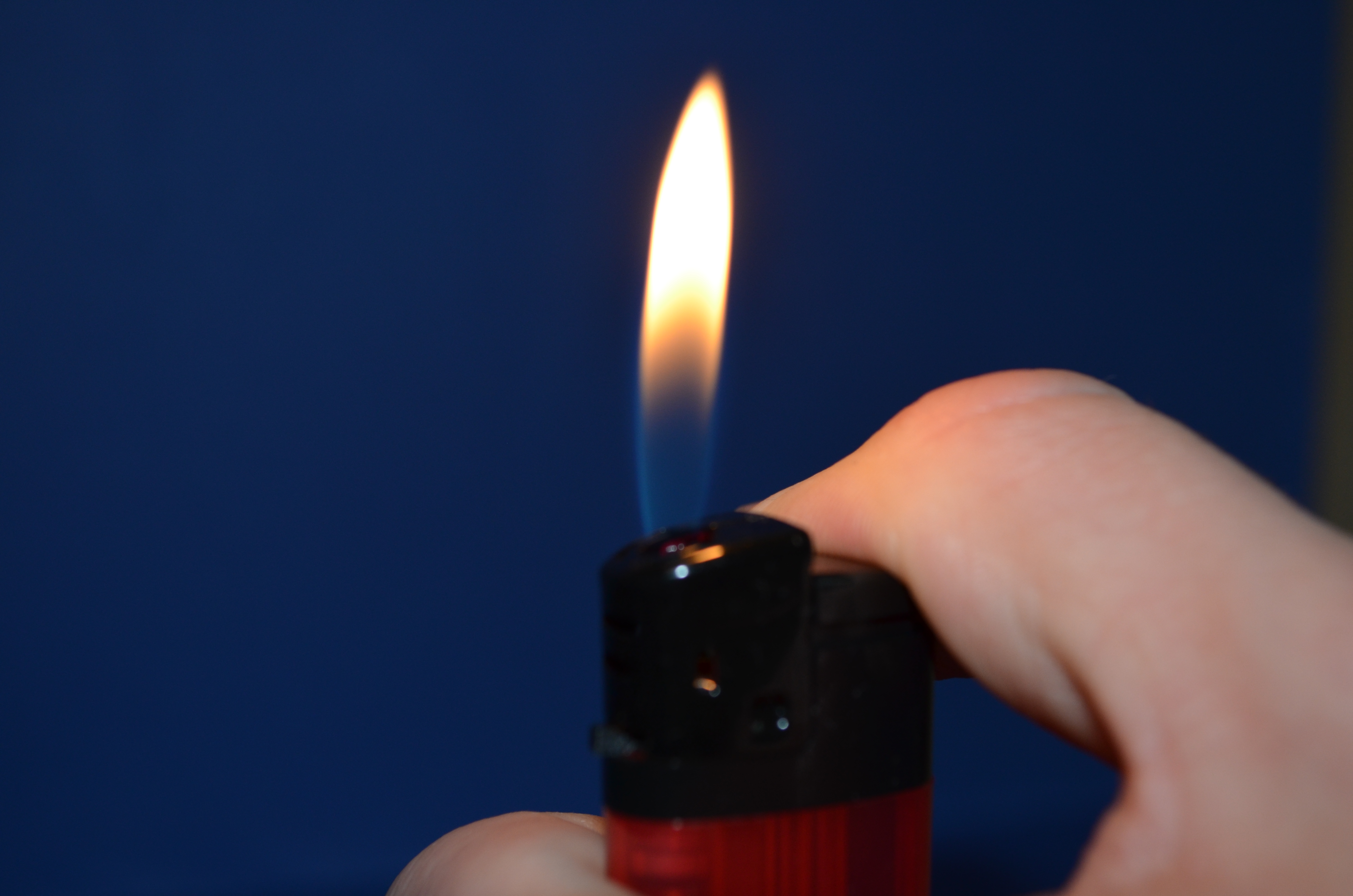
Butanflamme eines Gasfeuerzeugs

Ein Feuerzeug ist ein handliches Gerät zur Erzeugung einer Flamme. Die Zündung des Brennstoffs (Benzin beim Benzinfeuerzeug, Butan oder Propan beim Gasfeuerzeug) erfolgt über Funken, die mit einem Reibrad an einem Zündstein erzeugt werden, oder auch piezoelektrisch.

## Geschichte
Ursprünglich war das Feuerzeug (von mittelhochdeutsch viurziuc) kein einzelnes Gerät, sondern, ganz wie Näh- oder Sportzeug, eine Sammlung von Gegenständen für einen bestimmten Zweck. Das Feuerzeug war das „Zeug, mit dem man Feuer macht“. Man unterscheidet folgende Grundmethoden der beabsichtigten Feuererzeugung:
1. Schlagen (Perkussion) eines Funkenlösers (wie Feuerstein) gegen einen Funkengeber (Schwefelkies), siehe Schlagfeuerzeug
2. Reiben (Friktion) von Holz gegen Holz, siehe Feuerbohren und Feuersägen
3. Verdichten (Kompression) von Luft (s. Pneumatisches Feuerzeug) und
4. Bündeln von direktem Sonnenlicht in einem Brennpunkt.

### Prähistorie
Schlag- und Reibefeuerzeuge waren weltweit verbreitet und wurden archäologisch und ethnographisch nachgewiesen. Insgesamt verwendeten mehr Kulturen die Reibungsmethode, denn geeignete Steine sind seltener als geeignete Hölzer. Es finden sich in europäischen steinzeitlichen Fundstellen keine Hinweise auf Friktionsfeuerzeuge (Feuerbohrer, Feuerhobel, Feuerpflug, Feuersäge).

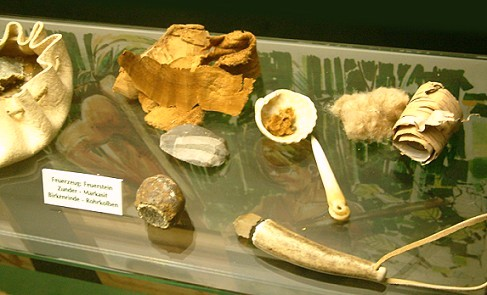
Prähistorisches Feuerzeug mit Zunder, Pyrit und Feuerstein

Das urgeschichtliche (steinzeitliche bis eisenzeitliche) Standardfeuerzeug in Europa bestand aus einem Feuerstein, einer Schwefelkiesknolle Pyrit oder Markasit und Zunder aus einem Baumschwamm (Zunderschwamm). Ein Teil des ältesten bekannten europäischen Feuerzeuges, eine kleine Schwefelkiesknolle mit umlaufender Abnutzungsspur vom Funkenschlagen, wurde in der Vogelherdhöhle in Baden-Württemberg in einer Fundschicht aus dem frühen Jungpaläolithikum (Aurignacien) entdeckt und auf ca. 32.000 Jahre vor unserer Zeitrechnung datiert. Funde aus jungsteinzeitlichen Gräbern legen nahe, dass die Utensilien in einem am Gürtel befestigten Lederbeutel aufbewahrt wurden. In der Gürteltasche der Gletschermumie Ötzi fanden sich Reste eines Schlagfeuerzeuges in Form von Feuerschwamm mit eingeschlossenen winzigen Schwefelkieskristallen (die sog. schwarze Masse); die zugehörige Schwefelkiesknolle und ein Feuerschlagstein fehlten.

### Altertum und Mittelalter
Spätestens in der frühen Römerzeit seit dem 1. Jahrhundert unserer Zeitrechnung, wahrscheinlich schon in der vorrömischen Eisenzeit, wurde die Schwefelkiesknolle durch ein kohlenstoffreiches und gehärtetes Stück Schmiedestahl ersetzt. Dies war ein wichtiger Entwicklungsschritt, denn die vom Feuerstahl abgeschlagenen Funken sind erheblich heißer und zahlreicher als Pyrit-Funken. Bis zur Erfindung der Zündhölzer in der ersten Hälfte des 19. Jahrhunderts war dies in Europa die übliche Methode, Feuer zu machen.
Ein weiterer Bestandteil solcher Feuerzeuge sind die Schwefelhölzchen, einfache Holzstäbchen, deren Spitze mit Schwefel beschichtet ist. Die Spitze wird in die Glut gedrückt und der Schwefel fängt Feuer. Sie erleichtern den Übergang von glimmendem Zunder zu einer offenen Flamme, der sonst nur durch Anblasen unter starker Rauchentwicklung gelingt. Zusammen mit Feuerstahl und Feuerbohrern werden diese Anzündhilfen um das Jahr 79 von Plinius dem Älteren in seiner Naturalis historia erwähnt.
Die optischen Methoden, durch Bündelung von Sonnenlicht in einem Brennpunkt Feuer zu machen, sind auch schon sehr lange bekannt. Ob Archimedes (ca. 287–212 v. Chr.) tatsächlich feindliche Schiffe mit Brennspiegeln in Brand setzte, ist heute stark umstritten. Die optischen Gesetze und einfache Geräte zur Lichtbündelung waren aber bekannt. Hohlspiegel und Linsen waren bis ins 19. Jahrhundert extrem teuer und sie blieben zur Feuer-Erzeugung ohne praktische Bedeutung. Selbst die Schusterkugel, eine einfache Hohlkugel aus Glas, die mit Wasser gefüllt auch zum Fokussieren der Sonne verwendet werden kann, hat in dieser Rolle keine Verbreitung gefunden. Das liegt auch an der Unzuverlässigkeit der optischen Methode, denn sie benötigt direktes Sonnenlicht. Im 18. und 19. Jahrhundert, als einfache geschliffene Glaslinsen günstiger wurden, kamen Zunderbüchsen auf, in deren Deckel zusätzlich ein Brennglas eingelassen ist. Trotzdem dienten diese Dosen hauptsächlich der Verwahrung des normalen Schlagfeuerzeugs.

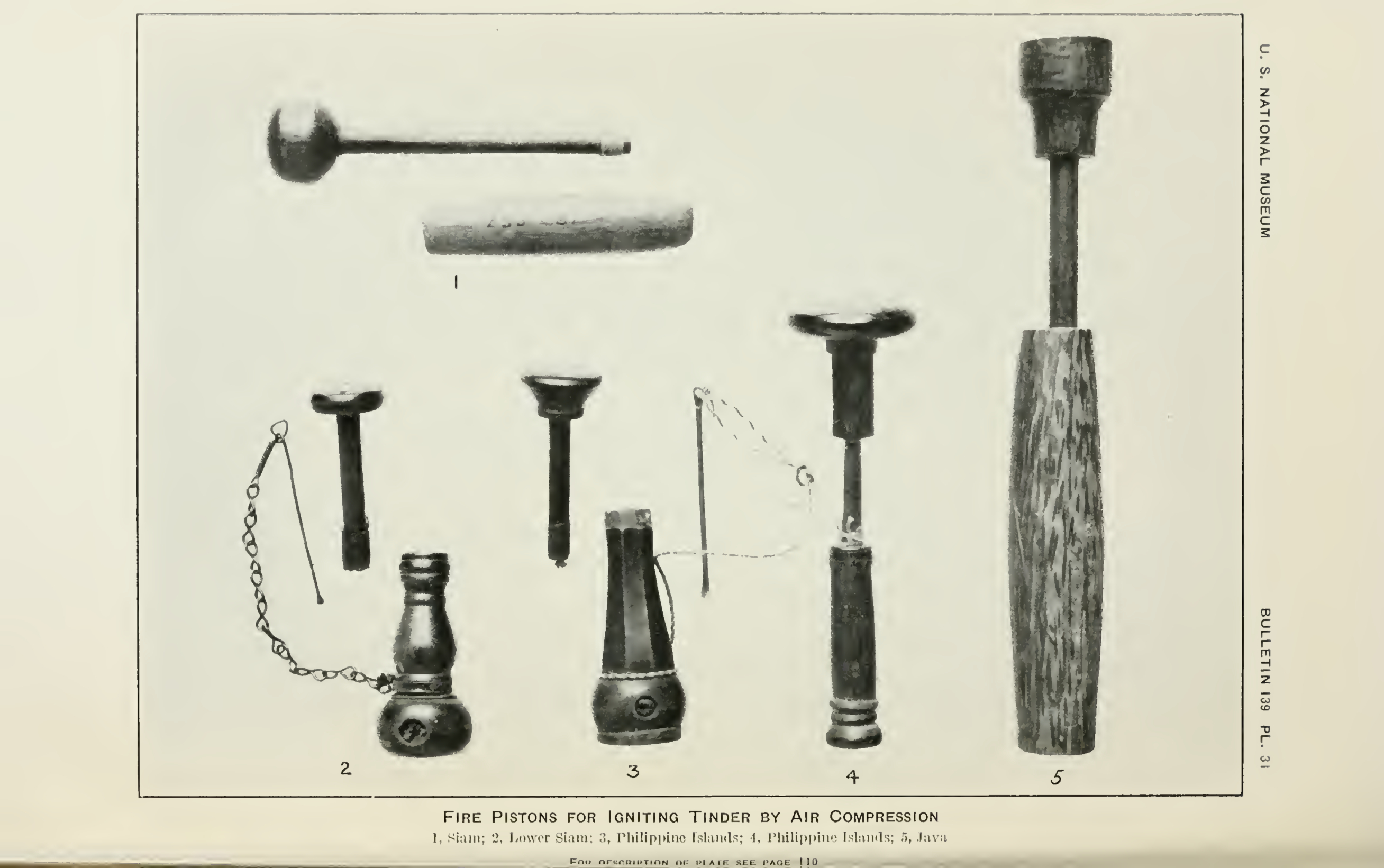
Asiatische Feuerpumpen

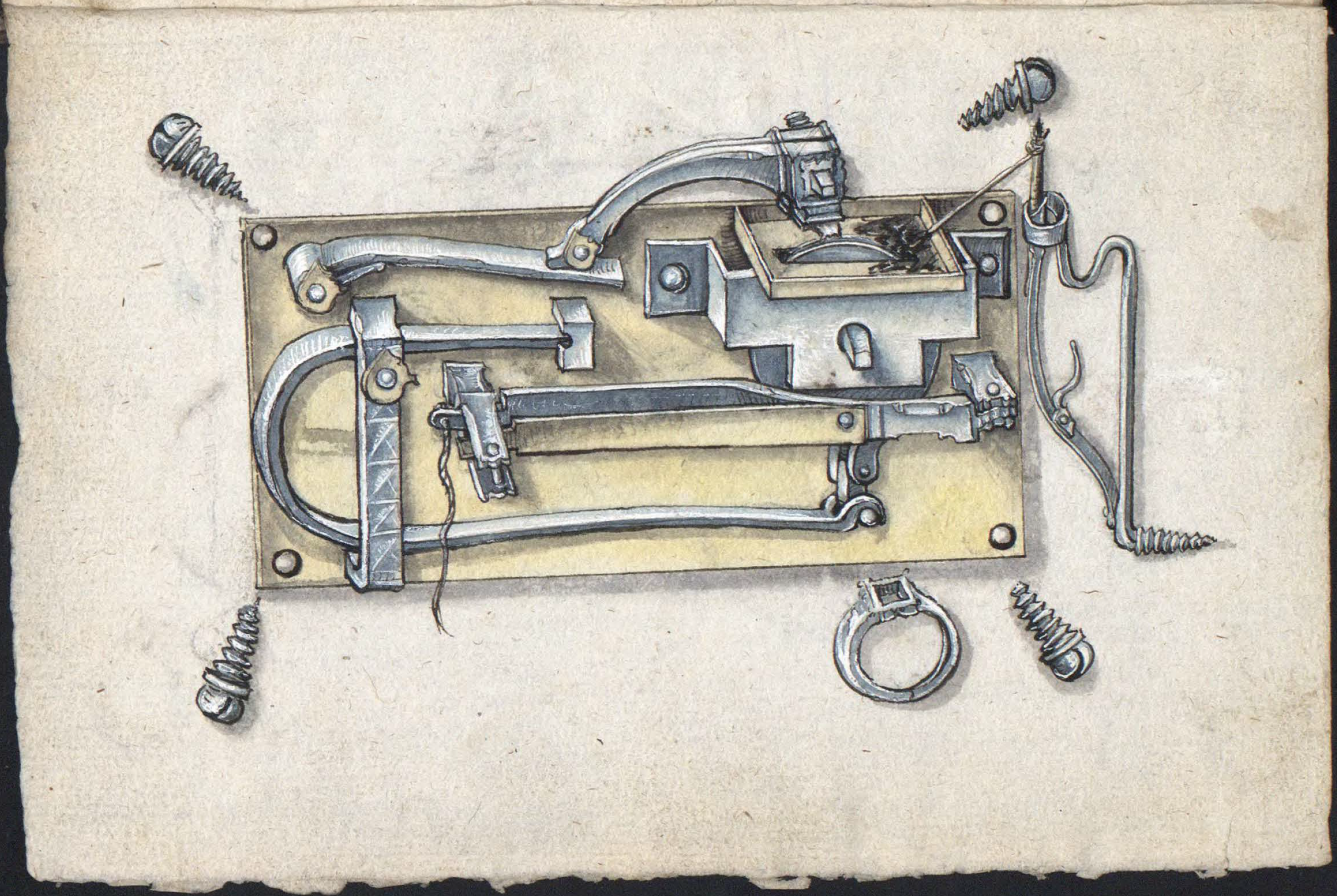
Automatisches Radschlossfeuerzeug das durch das Öffnen einer Tür aktiviert wird, aus dem Löffelholz-Codex von 1505

Kompressionsfeuerzeuge bestehen aus einem Zylinder, in den ein Kolben möglichst schnell hineingetrieben wird. Ähnlich wie im Dieselmotor erhitzt sich die Luft im Inneren durch die schnelle Kompression stark. Ein im Zylinder deponiertes Stück Zunder beginnt zu glimmen. Diese Feuerzeuge fanden in Südasien eine gewisse Verbreitung. Die Ursprünge sind schlecht dokumentiert, aber aus Kolonialzeiten sind Exemplare aus Indien, Siam, Java, Borneo und den Philippinen belegt. In Europa entdeckte Ktesibios bereits im Jahr 250 v. Chr., dass ein von ihm verwendetes Luftdruck-Geschütz Funken sprühte, wenn der Kolben den Zylinder verließ. Aber erst 1770 entwickelte Charles-François Dumouriez ein pneumatisches Feuerzeug, das im Jahr 1803 durch den Franzosen Joseph Mollet weiterentwickelt und ab 1806 als Tachypyrion (etwa: schnelles Feuerzeug) angeboten wurde. Diese Art der Feuererzeugung erlangte in Europa keine praktische Bedeutung und blieb eine physikalische Kuriosität.

### Neuzeit
Das Schlagen von Funken wurde mit dem Steinschloss, einem Auslösemechanismus früher Feuerwaffen, mechanisiert. Ähnliche Mechanismen wurden dann auch in Feuerzeugen, den Steinschlossfeuerzeugen, verwendet. Frühe Versionen bestanden oft aus alten, umgebauten Pistolen und werden daher auch Zunderpistolen (englisch Tinder Pistols) genannt. Spätere Modelle waren miniaturisiert und klein genug, um sie in Zunderbüchsen für die Westentasche einzubauen.
Auch der Zunder veränderte sich über die Jahrhunderte. Aus Stoffresten lässt sich durch Pyrolyse, also dem Verkohlen unter Luftabschluss, der sogenannte Leinwandzunder herstellen. Geeignete Textilien aus Pflanzenfasern wurden früh massenhaft hergestellt und waren daher billig und jederzeit verfügbar. Um die Zündfähigkeit zu verbessern, wurde Zunder auch mit brandfördernden Zusatzstoffen, insbesondere Kaliumnitrat (Salpeter), behandelt.
Die Urform des modernen Feuerzeugs erfand der Chemiker Johann Wolfgang Döbereiner, der – von Johann Wolfgang von Goethe gefördert – an der Universität Jena lehrte. Er entwickelte 1823 das Döbereiner-Feuerzeug, ein Platinfeuerzeug, das mit Hilfe von Zink und Schwefelsäure Wasserstoff erzeugt. Der Wasserstoff strömt aus einer Düse auf einen Platinschwamm, der den Wasserstoff katalytisch entzündet. Neben der automatischen Zündung regelt das Feuerzeug auch die Wasserstofferzeugung selbst. Durch den im Inneren entstehenden Überdruck wird die Säure in ein Reservoir verdrängt, bis sie den Zinkbarren nicht mehr berührt und die Reaktion zum Erliegen kommt. Wird Wasserstoff verbraucht, sinkt der Druck, die Säure fließt zurück und die Gasentwicklung beginnt erneut. Diese Konstruktion ermöglicht es, mit nur einem Handgriff, dem Öffnen des Ventils, eine Flamme zu erzeugen.
Die Reaktion zur Herstellung von Wasserstoff war um das Jahr 1766 vom englischen Chemiker und Physiker Henry Cavendish entdeckt worden und das neue, unbekannte Gas wurde auch „brennbare Luft“ genannt. Der niederländische Arzt Jan Ingenhousz entwickelte bereits um 1778 ein frühes Feuerzeug, eine sogenannte Brennluftlampe. Dieses Gerät zündete durch einen elektrischen Funken, der mit Hilfe einer Leidener Flasche erzeugt wurde. In Österreich, wo Ingenhousz lebte und arbeitete, fand dieses Feuerzeug eine gewisse Verbreitung und wurde mehrfach weiterentwickelt. Es erlangte aber nicht die Bedeutung von Döbereiners Feuerzeug. Insgesamt erreichten Wasserstoff-Feuerzeuge nie einen Massenmarkt, denn sie waren extrem teuer.
Die Vorläufer der heutigen Taschenfeuerzeuge kamen im 19. Jahrhundert auf. Sie hatten anfangs noch nicht den Anspruch eine offene Flamme zu erzeugen, sondern vereinfachten zunächst nur das Erzeugen von Funken und Glut. Zu diesen Konstruktionen gehören einfache Luntenfeuerzeuge, die ein Stück Feuerstahl mit einer langsam glimmenden Lunte kombinieren, die als Zunder dient. Der Funke wird mit dem Feuerstein von Hand geschlagen. Andere Geräte verwenden das Prinzip von Rad- und Steinschloss und erzeugen den Funken automatisch durch Federkraft. Gänzlich neu waren Feuerzeuge mit pyrotechnischer Zündung. Sie verwenden ein Magazin von Zündköpfen in Form von Bändern oder Scheiben, ähnlich den heutigen Zündplättchen, um einen sehr kräftigen Funken zu erzeugen. Die US-Firma Repeating Light Co. in Springfield (Massachusetts) erhielt 1865 ein Patent auf das von ihr entwickelte Taschenfeuerzeug, das ein Zündband verwendet. Mit Beginn der Erdölindustrie ab Mitte des Jahrhunderts entstanden die ersten Benzinfeuerzeuge.
Moderne Taschenfeuerzeuge gibt es seit dem Beginn des 20. Jahrhunderts, als der Österreicher Carl Auer von Welsbach im Jahr 1903 eine pyrophore Legierung für Zündsteine erfunden hatte. Das nach ihm benannte Auermetall, auch Cereisen oder Mischmetall genannt, besteht aus einer geringen Menge Eisen, das mit einem hohen Anteil beliebiger Metalle der Seltenen Erden, wie Cer, Lanthan, &c, legiert ist. Diese Metalle sind pyrophor, d. h. Ihre Späne entzünden sich bei Luftkontakt. Es findet bis heute Verwendung in Einwegfeuerzeugen, die mittels eines per Daumen bewegten Reibrädchens Funken erzeugen, indem sie, ähnlich einer Feile, feine Späne vom Zündstein abschaben. Auch die älteren mechanischen Gasanzünder, die beispielsweise beim Autogenschweißen benutzt werden, verwenden solche Zündsteine. Umgangssprachlich werden sie häufig schlicht Feuersteine genannt. Beide Begriffe sind irreführend, denn sie bestehen aus Metall.

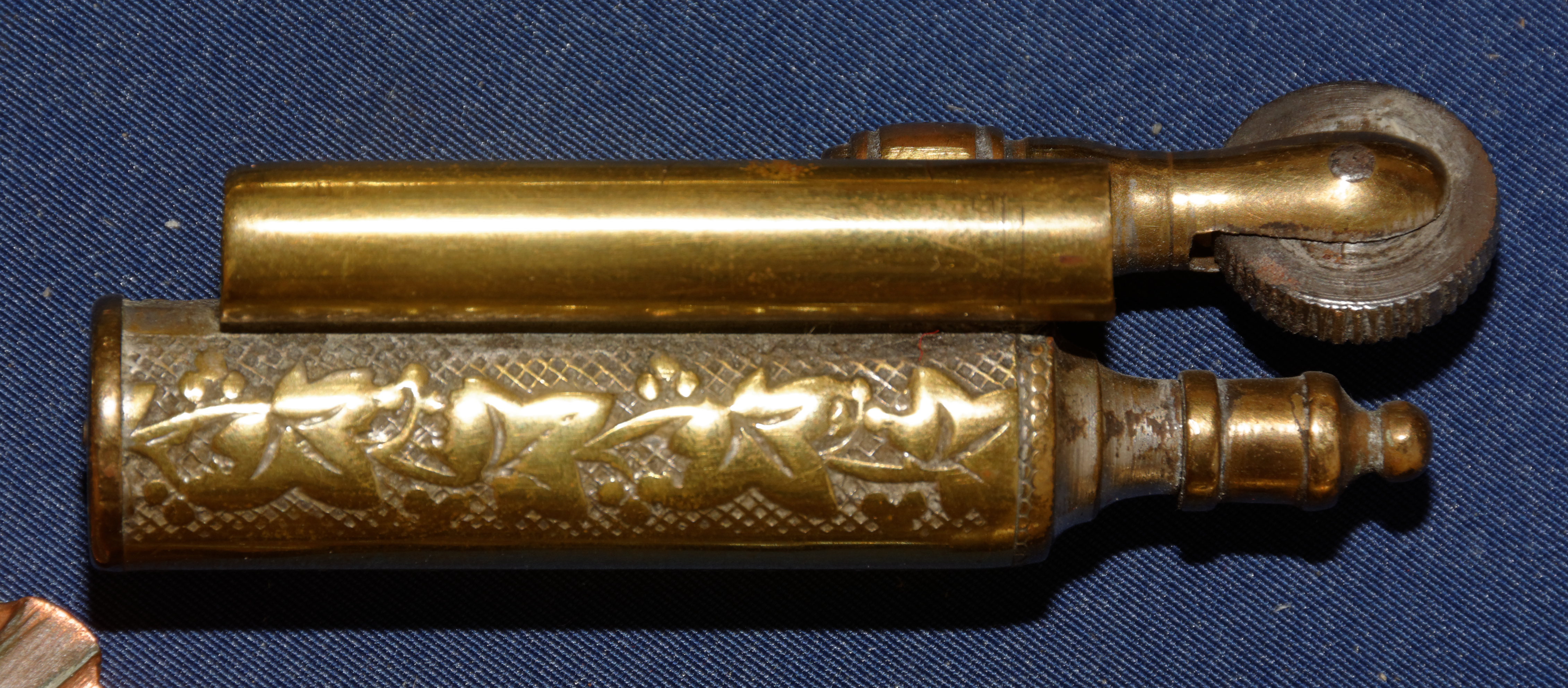
Grabenkunst: Feuerzeug mit Zündstein und gravierter Patronenhülse

Während des Ersten Weltkriegs vertrieben sich, insbesondere an der erstarrten Westfront, gelangweilte Soldaten die Zeit, indem sie ihre vorhandenen handwerklichen Fähigkeiten und die frontnahen Werkstätten nutzten, um Kunst- und Gebrauchsgegenstände herzustellen. Typische Beispiele dieser Grabenarbeiten sind Bieröffner aus Granatsplittern, aber eben auch komplexe und moderne Benzinfeuerzeuge mit Reibrädchen und Zündstein. Typisch ist eine Konstruktion aus Messing, in der gefeilte und gebogene Einzelteile miteinander verlötet werden. Das Reibrädchen besteht aus Stahl, in den die Hiebe einer Feile geschlagen werden und der anschließend durch Aufkohlen und Abschrecken gehärtet wird. Als Benzintank verwenden viele Modelle eine ausgediente, großkalibrige Patronenhülse, die mit einem Docht versehen ist. Manche dieser Arbeiten sind graviert oder anders verziert, beispielsweise durch das auflöten eines Uniformknopfs.
Feuerzeug und wenigstens eine wohl verwahrte Laterne im jederzeit „brauchbaren Stande“ mussten Hauseigentümer nach baupolizeilichen Verordnungen Anfang des 19. Jahrhunderts zur Hand haben. Beispielsweise erließ die herzoglich-nassauische Regierung im November 1826 eine solche Verordnung für ihr Herrschaftsgebiet. Diese Personen sollten diese Gegenstände „namentlich den Ortsvorständen bei deren polizeilichen Visitationen vorzuzeigen im Stande seyn“.
In Asien ist das Tibetische Me lcags bekannt.

## Zündmechanismen
- Mit Reibung wie beim Bohren eines hölzernen Stabs in ein flaches Holzstück (Feuerbohren) wird Glut erzeugt, mit der dann ein Zundernest entflammt wird.
- Beim Feuerschlagen werden mit einem Feuerstein Funken aus Pyrit geschlagen, die dann ein Zundernest entflammen.
- Beim Pneumatischen Feuerzeug entsteht die Zündtemperatur durch Verdichten der Luft. Solche Geräte sind in Asien noch in Gebrauch. Beim Dieselmotor ist die Selbstzündung durch Verdichtung des Kraftstoff-Luft-Gemischs das Funktionsprinzip.
- Beim Brennglas und beim Brennspiegel werden die einfallenden Sonnenstrahlen gebündelt und damit die Energiedichte des Lichts so stark erhöht, dass brennbares Material wie Papier oder ähnliches entzündet werden kann.
- Bei einem Feuerzeug mit Reibrad werden kleine Teile des funkenliefernden Materials durch Reibung herausgerissen. Diese Teile entzünden sich an der Luft und somit entstehen Funken. Der gleiche Mechanismus wurde beim Radschloss von Schusswaffen des 16. und 17. Jahrhunderts angewandt. Heutige Zündsteine bestehen aus Auermetall (Cereisen).

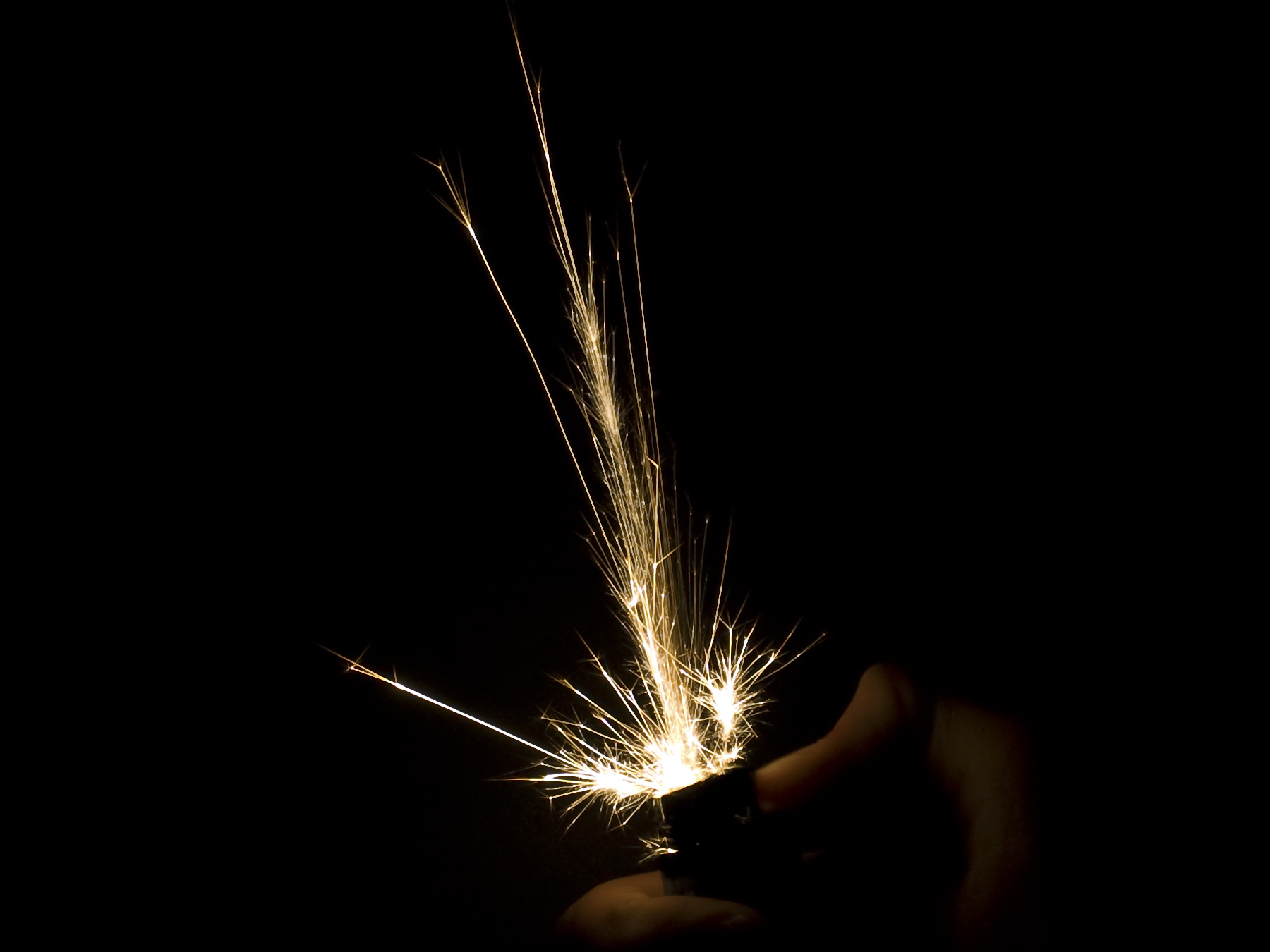
Feuerzeug-Funken beim Zünden.

- Auch Gasanzünder werden manchmal als Feuerzeug bezeichnet. Sie dienen dem Entzünden von Gasflammen von gasbetriebenen Kochern, Heizern oder (Löt-)Lampen und arbeiten nach dem piezoelektrischen Prinzip, mit einem Lichtbogen oder traditionell mit Auermetall und Reibrad.
- Bei einem piezoelektrischen Feuerzeugzünder zum Entzünden einer Feuerzeugflamme wird ein kleiner Schlagbolzen gespannt und bei genügend Druck automatisch losgelöst, was ein Klacken verursacht. Der Schlagbolzen wird nun von der gespannten Feder angetrieben und prallt mit hoher Geschwindigkeit auf einen piezoelektrischen Körper. Dieser erzeugt bei Verformung eine elektrische Spannung in der Größenordnung einiger Kilovolt, die einen Funken zwischen zwei angeschlossenen Elektroden auslöst. Dieser Funke entzündet das daran vorbeiströmende Gasgemisch. Trotz der Hochspannung und der hohen Stromstärke im kurzen Moment des Funkenüberschlages ist eine Berührung ungefährlich, wenngleich unangenehm. Die insgesamt übertragene Energie bzw. Ladung ist dafür zu gering.

### Lichtbogen-Feuerzeug

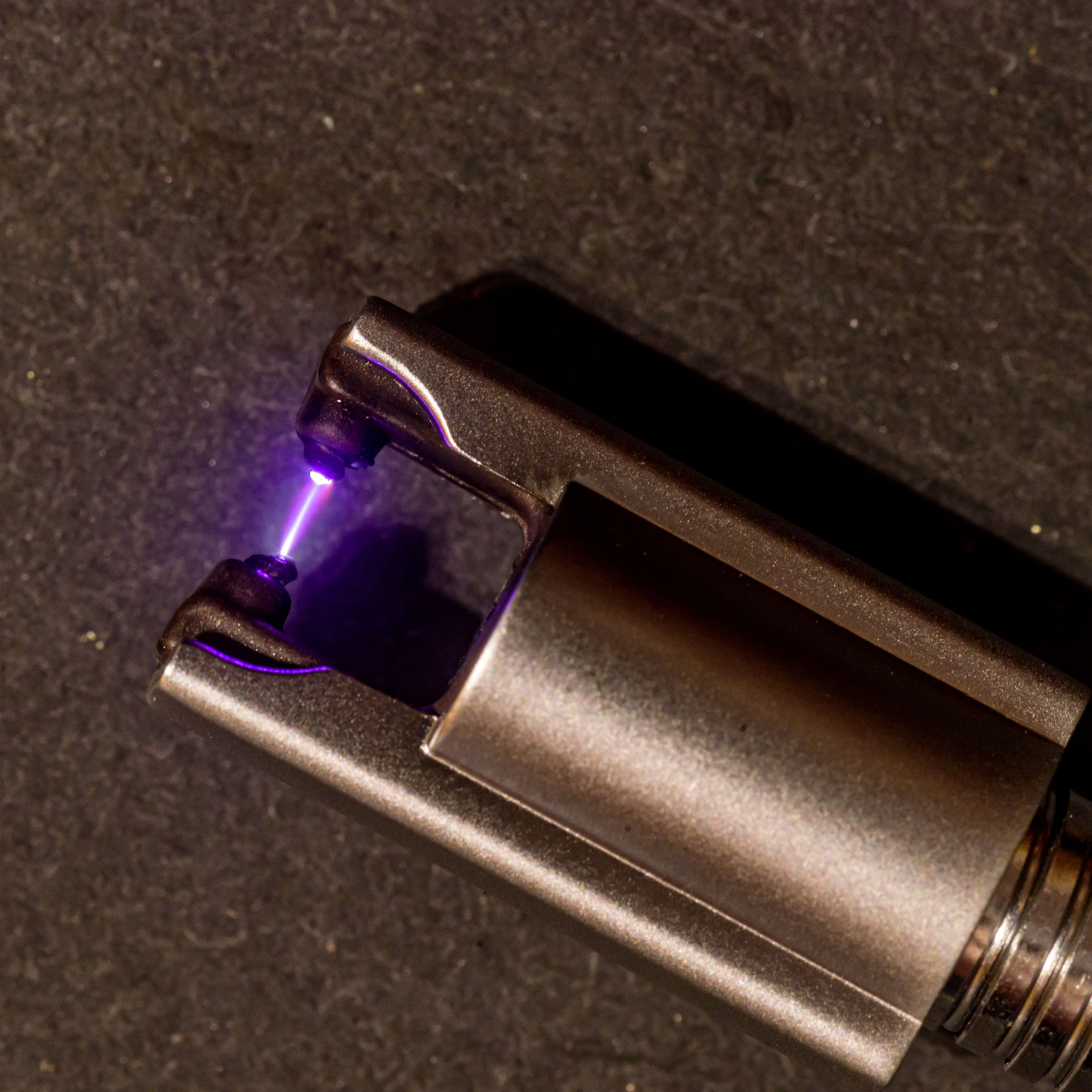
Kopf eines Lichtbogen- / Plasma-Feuerzeugs während des Betriebs

Lichtbogen-, Plasma- oder auch Tesla-Feuerzeuge erzeugen einen kleinen Lichtbogen zwischen zwei oder vier offen liegenden Elektroden, mit dem sich leicht brennbares Material wie z. B. ein Docht entzünden lässt. Hierzu wird die Batteriespannung hochgespannt. Das Lichtbogenfeuerzeug hat wie das Glühdraht-Gerät keine Verbrauchsmaterialien oder Verschleißteile. Das Funktionsprinzip ähnelt dem einer Zündkerze, wie sie in Verbrennungsmotoren Verwendung findet. Bei gasbetriebenen Brennern können Lichtbogen-Feuerzeuge als Gasanzünder eingesetzt werden. 

#### Katalytische Gasanzünder
Katalytische Gasanzünder bestehen aus einem Schaft, an dessen einem Ende eine mit Platinmohr beschichtete Kugel befestigt ist. Sie wurden verwendet, um das wasserstoffreiche Stadtgas durch Katalyse zu entzünden.

## Typen der Flammenerzeugung

### Benzinfeuerzeug
- Der Brennstoff wird in einem Natur- oder Glasfaserdocht durch Kapillarwirkung zum Entzündungsort transportiert, wo er in einer leuchtenden, gelben Diffusionsflamme verbrennt.

### Gasfeuerzeug
- Bei Diffusionsbrennern strömt der Brennstoff über ein Reduzierventil mit hohem Druck aus dem Gehäuse in die Brennerdüse. Nach Austritt aus der Düse gelangt Luft als Oxidator von außen hinzu und das Gas verbrennt dort mit einer leuchtend gelben Diffusionsflamme.

- Teilvormischbrenner erzielen eine höhere Brenntemperatur und größere Beständigkeit der Flamme gegen Windeinflüsse durch eine Schraubenfeder am Düsenauslass, durch die schon kurz vor Beginn des Verbrennungsprozesses Luft angesaugt wird und die zum Entzündungsort hin den Düsenquerschnitt verkleinert. Im oberen Drittel der Feder verbrennt das Gas mit einer blau-gelben Flamme.

- Bei Vormischbrennern wird durch große Luftzufuhröffnungen bereits am Düseneinlass Luft angesaugt und auf dem Weg zum Düsenauslass über Wandunregelmäßigkeiten mit dem Gas verwirbelt.[9]

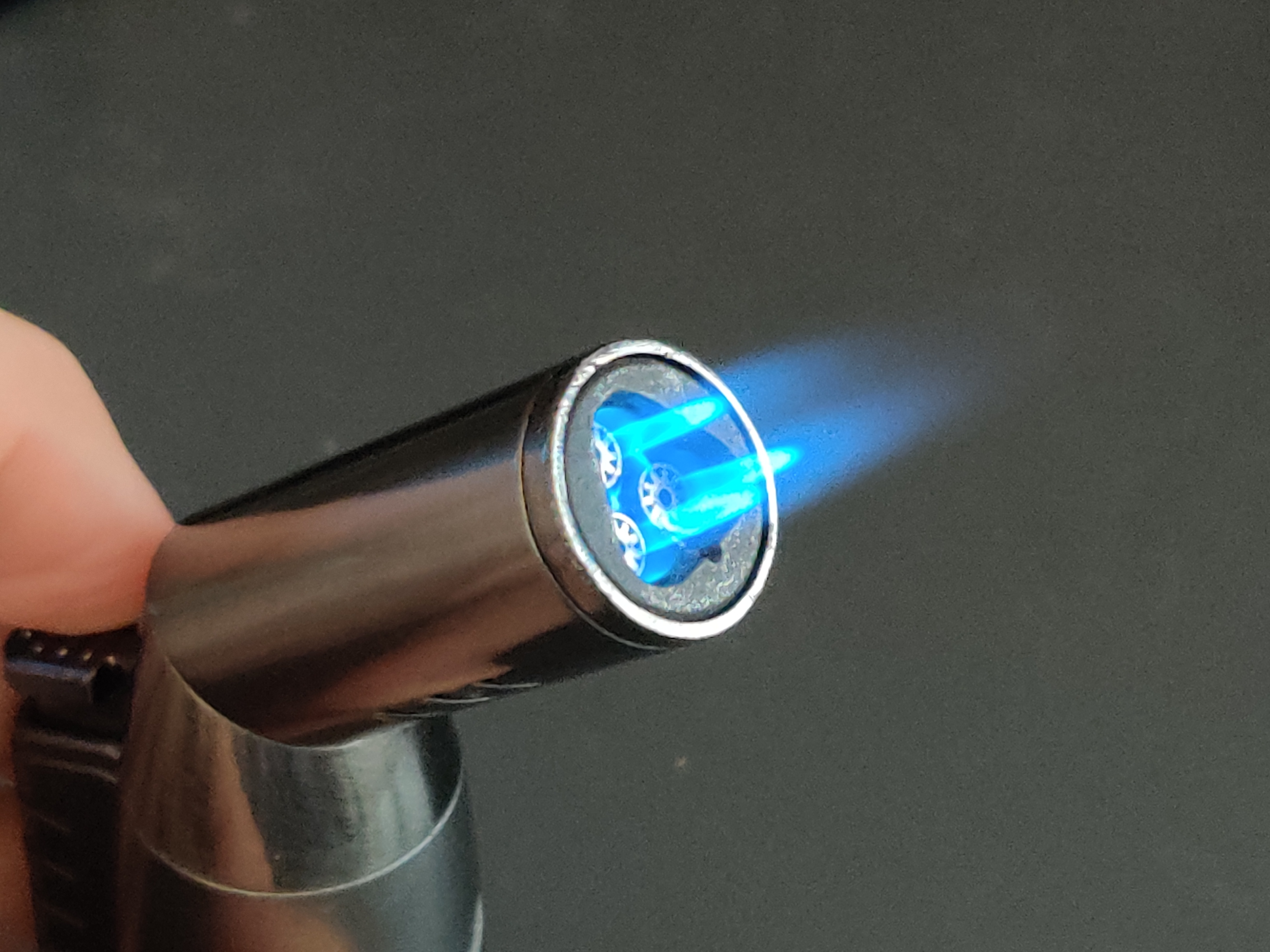
Jet-Flame-Feuerzeug mit drei Brennern

  - Jet-Flame-Feuerzeug mit drei BrennernIkari-Brenner (auch Jet-Flame-Feuerzeug) bilden nach der Entzündung eine lange, nadeldünne, nichtleuchtende, blaue Flamme und eignen sich so – eingeschränkt – auch für feine Lötarbeiten.

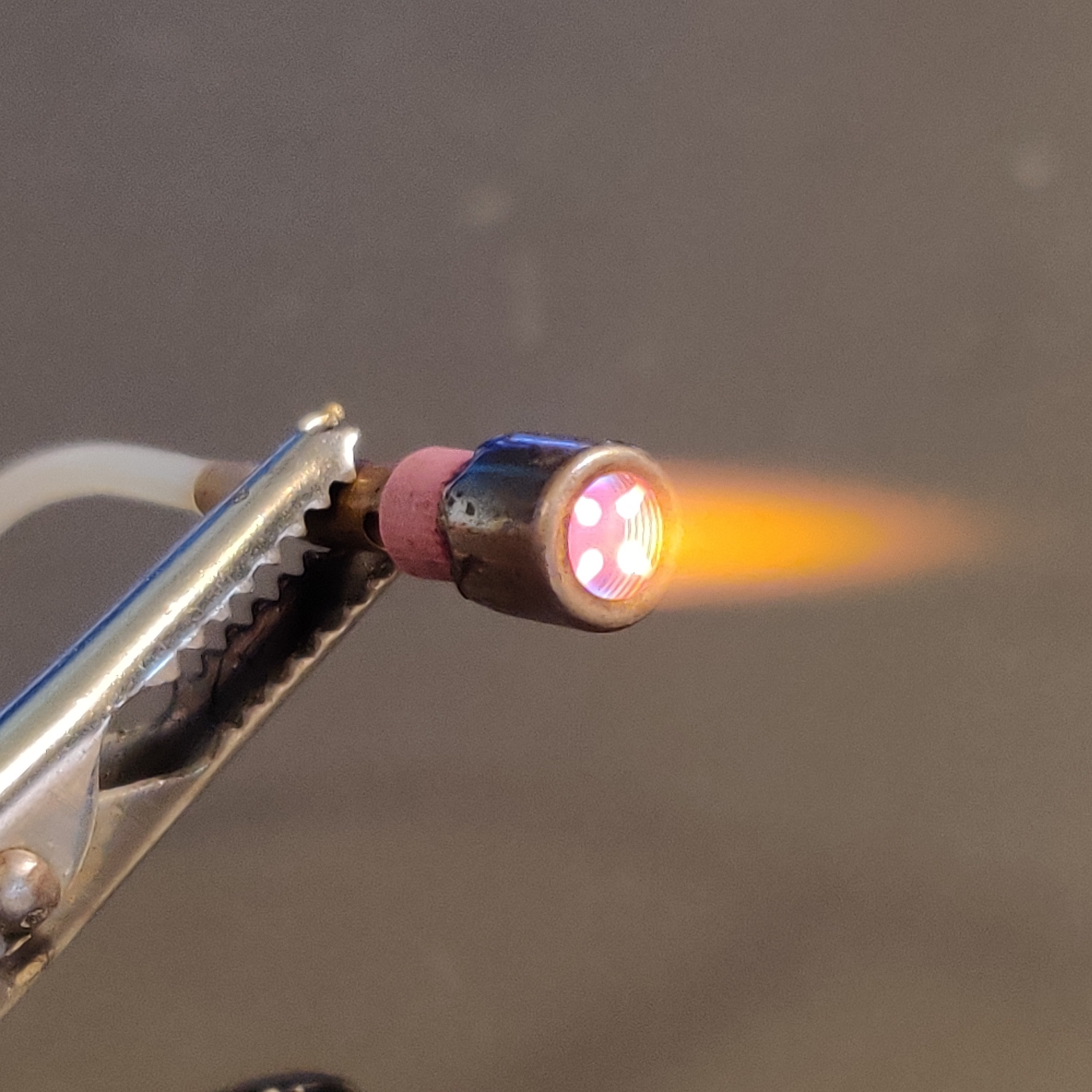
Katalyse-Brenner

  - Katalyse-BrennerKatalyse- oder Nainen-Brenner (auch Glutpunktfeuerzeug) haben ca. 0,5 cm oberhalb des Düsenauslasses eine ringförmige Öffnung mit einem so genannten Reaktionsgitter oder einem gewendelten Draht, das durch die Zündflamme erhitzt wird und durch katalytische Verbrennung eine ständige Wiederentzündung des hindurchströmenden Gases bewirkt. Nainen-Brenner bilden oberhalb des Reaktionsgitters eine kegelförmige, kurze, nichtleuchtende, blaue Flamme, die am Fuß den Durchmesser der Ringöffnung hat. Sie wird auch bei starkem Wind und Luftstößen vom glühenden Reaktionsgitter erhalten, eignet sich aber aufgrund ihrer geringen Höhe nur eingeschränkt für das Anzünden von beispielsweise Pfeifen, oder offenen Feuerstellen. Dieser Brennertyp wurde Ende 1983 in Japan entwickelt.[10][11]

Gasfeuerzeuge funktionieren bei Temperaturen weit unter dem Gefrierpunkt nicht mehr, weil der Dampfdruck des Feuerzeuggas-Anteiles Butan mit sinkender Temperatur zu stark abnimmt und deshalb nicht mehr genug Gas ausströmt.
Gas-Feuerzeuge gibt es als nachfüllbare Modelle und als Einweg-Feuerzeug. Als Zündmechanismus dienen Reibrad und Auermetall oder Piezozünder.

### Glühdraht-Feuerzeug
Ein Glühdraht kommt zum Einsatz, der in der Regel aus einer wiederaufladbaren Batterie gespeist wird. Der Schalter ist meist in die Verschlussmechanik integriert, wodurch der Draht sofort nach dem Öffnen des Feuerzeugs zu glühen beginnt. Die Hitze des Glühdrahtes kann Zigaretten und ähnliches entzünden. Im PKW sind solche Feuerzeuge als Zigarettenanzünder bekannt. Dort werden sie durch Eindrücken des mobilen, mit dem Heizdraht versehenen Teiles eingeschaltet und springen durch eine Bimetall-Mechanik ein Stück heraus, wenn sie heiß sind.

### Luntenfeuerzeug

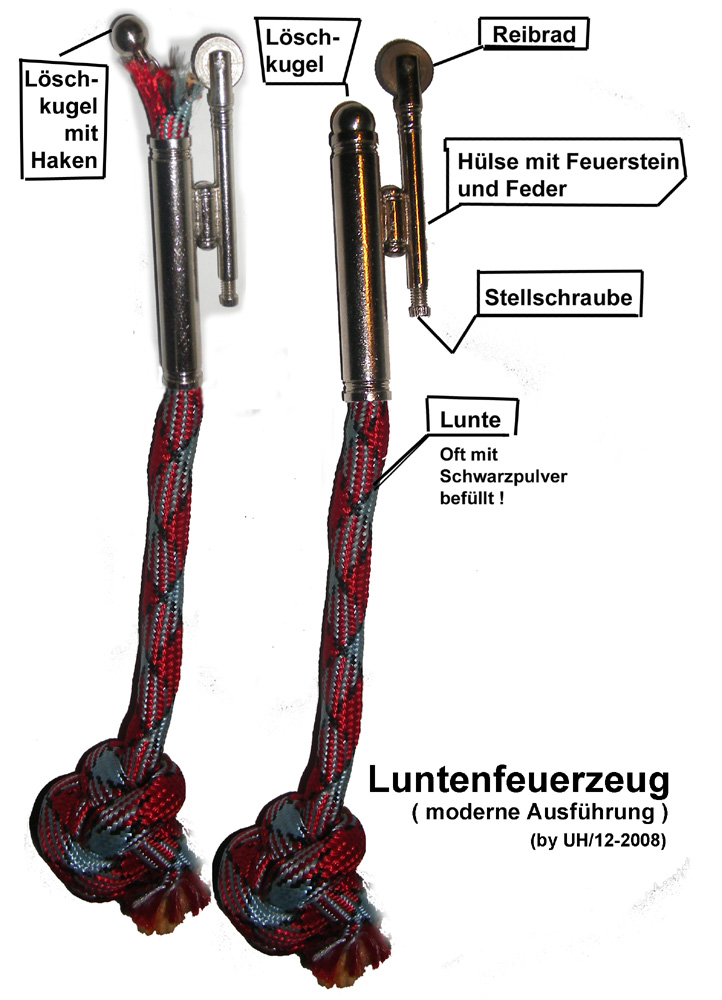
Luntenfeuerzeug, geöffnet und geschlossen

Ihr Charakteristikum ist eine 5–20 mm dicke kordelförmige Lunte aus umflochtener Baumwolle. Einmal entzündet glimmt sie langsam und über Stunden. Eine Flamme entsteht nicht. Solche Lunten wurden vor der Erfindung des Steinschlosses zum Zünden von Musketen verwendet. Erste Luntenfeuerzeuge sind seit dem frühen 19. Jahrhundert bekannt. Zu dieser Zeit erfolgt die Zündung mittels eines am Feuerzeug angebrachten Feuerstahls und Feuersteins.
Mit der Patentierung des sogenannten Cereisens (Auermetall) im Jahre 1903 traten Luntenfeuerzeuge auf, die nach dem Streich- und Reißprinzip aus einem Stück Cereisen Funken produzieren. Frühestens 1906 erschienen die ersten Luntenfeuerzeuge mit klassischer Reibradzündung. Seitdem besitzen Luntenfeuerzeuge ihre typische Form: Eine kurze dickere Metallröhre zur Führung der Lunte (Luntenröhre), an der parallel in geringem Abstand in unterschiedlicher Art und Weise mittels eines sogenannten Zwischensteges eine zweite, dünnere Metallröhre (Feuersteinröhre) montiert ist, in der ein zylindrischer Feuerstein (Cereisen) der Standardgröße 5 × 2,5 mm durch eine darunterliegende Schraubenfeder gegen das am oberen Ende befestigte Reibrad gedrückt wird. Die Feuersteinröhre wird am unteren Ende in der Regel mittels einer Schraube mit unterschiedlich dimensioniertem Schlitz- oder randgerieftem Kopf oder einer Madenschraube verschlossen und so die Schraubenfeder arretiert.
Bekannt sind auch Modelle, in deren Feuersteinröhre ein federgelagerter Stift den Cerstein gegen das Reibrad drückt (so von der US-amerikanischen Fa. Bowers, Kalamazoo/Michigan). In solchen Fällen wird der Cerstein durch eine seitliche Öffnung in der Feuersteinröhre eingesetzt. Am oberen Ende der Lunte wird eine meistens an einem kleinen Kettchen befindliche Verschlusskappe unterschiedlicher Form über einen Nadelhaken (mit oder ohne Kettchen) eingehängt. Zieht man am unteren, freien Ende der Lunte, dann verschließt die Kappe die Luntenröhre, der Zutritt von Sauerstoff wird verhindert und die Glut stirbt ab. Die Glut genügt, um Zigaretten oder Pfeifentabak anzuzünden oder ein Feuer zu entfachen.

### Streichhölzer
Streichhölzer zusammen mit Reibefläche und Aufbewahrungsdose wurden im Sprachgebrauch des 19. Jahrhunderts zwar ebenfalls als Feuerzeug bezeichnet, haben jedoch nicht den wiederverwendbaren Charakter eines Feuerzeugs.

## Sicherheit
Seit dem 11. März 2008 dürfen in der Europäischen Union einfache Feuerzeuge ohne Kindersicherung sowie Feuerzeuge mit Unterhaltungseffekten nicht mehr in Verkehr gebracht werden.
Auf Verkehrsflügen ist die Mitnahme von Sturmfeuerzeugen mit stehender Flamme („Ikari-Brenner“) in der Regel nicht zulässig.

## Feuerzeuge als Prestige- und Wertobjekt
Feuerzeuge gibt es als Massenware, werden aber auch als kunsthandwerkliche Produkte, ähnlich wie Uhren, gefertigt. So gibt es aufwändige Ausführungen aus Gold oder mit Schmucksteinen verzierte Feuerzeuge. Nicht nur der Materialwert entscheidet über den Preis, sondern er ist dann in der limitierten Anzahl der Modelle begründet. Das Feuerzeug „Diamond Rain“ besteht beispielsweise aus 18-karätigem Weißgold und ist mit über 1000 Diamanten verziert und wurde mit 40.000 € gehandelt. Das teuerste Feuerzeug der Welt hat einen Preis von 64.670 €. Es trägt den Namen „Dragon“, wegen seines goldenen Drachenkopfes. Es ist ebenfalls mit 88 Diamanten verziert.

## Galerie

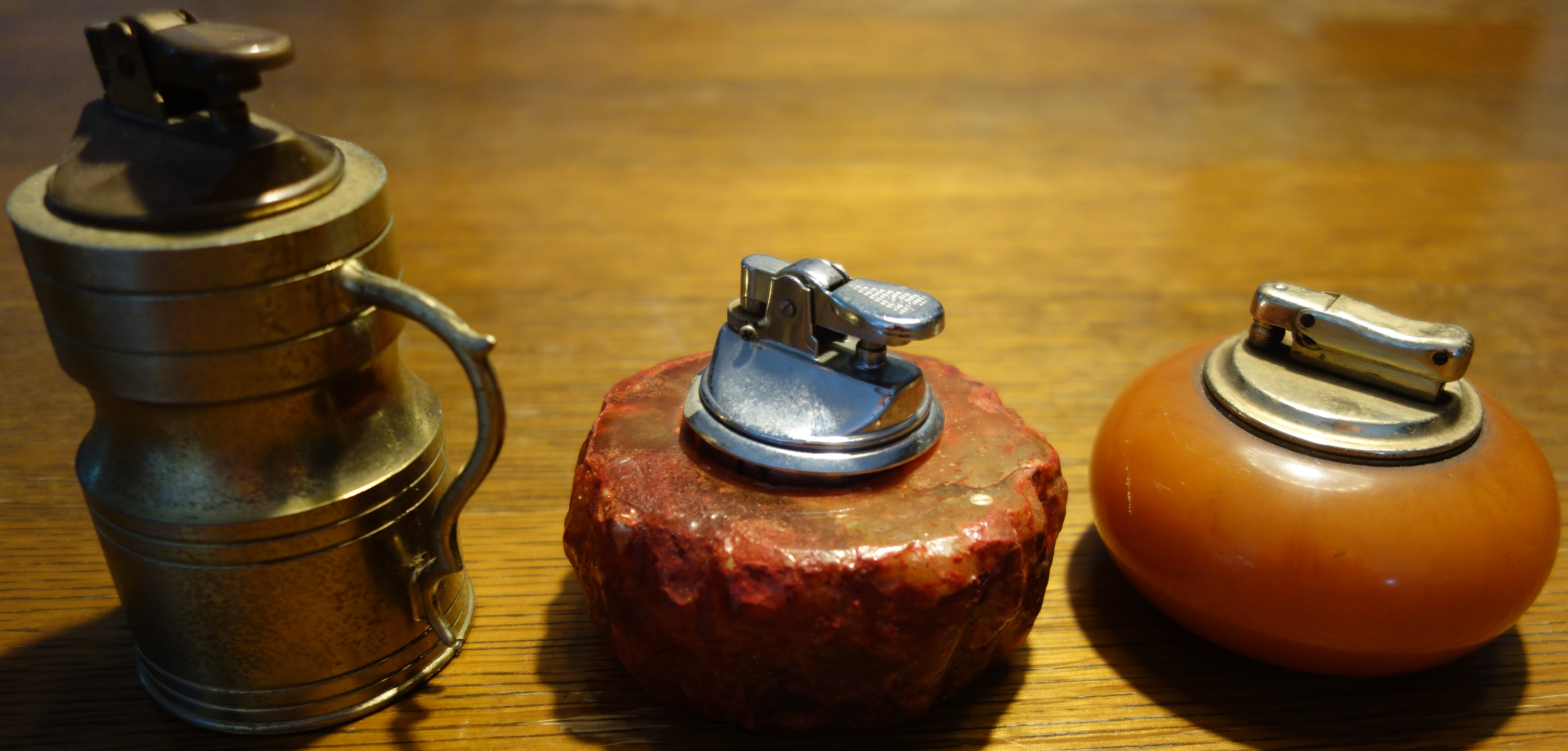
Tischfeuerzeuge
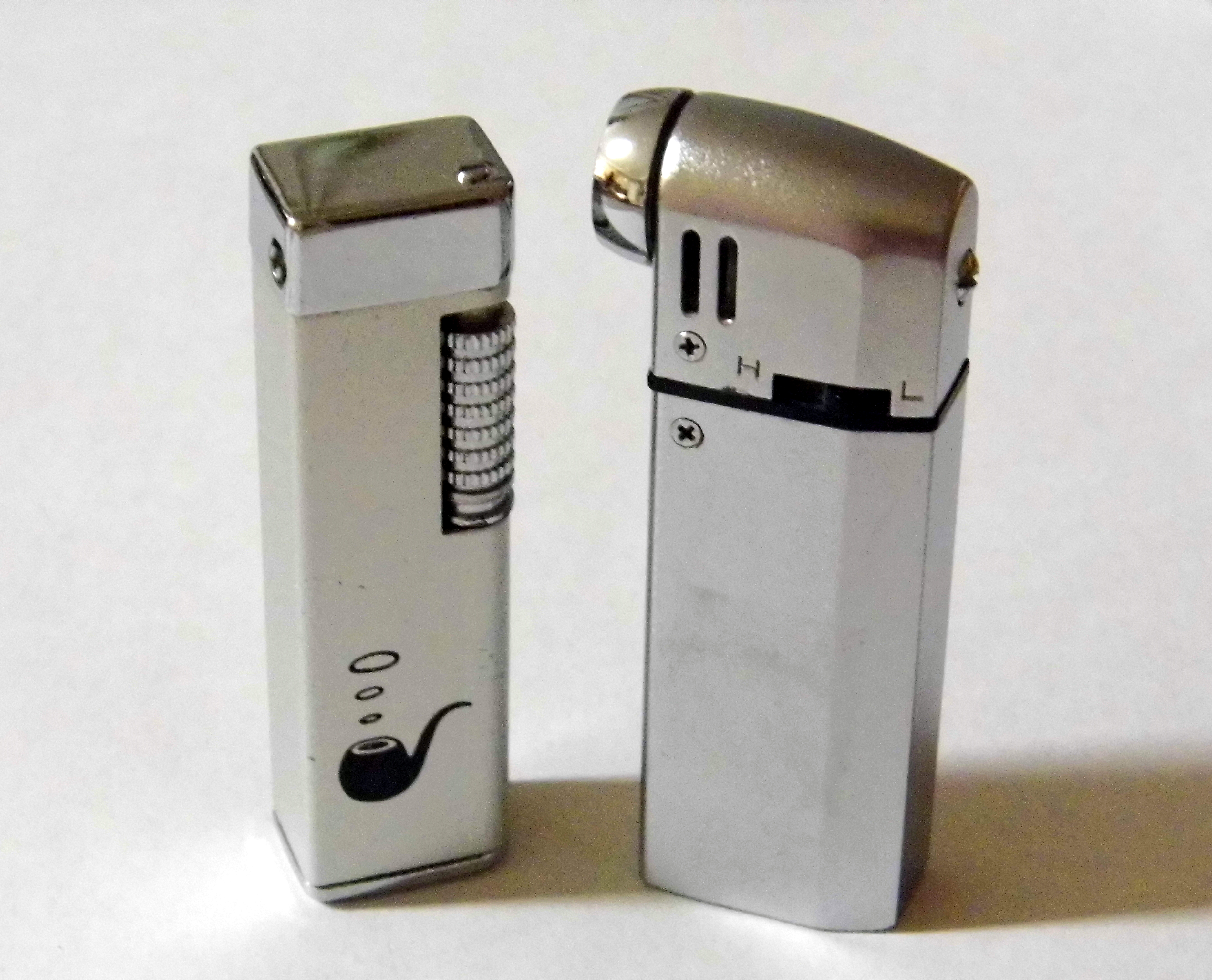
Pfeifenfeuerzeuge mit seitlicher Flamme
Kaiser Qianlongs Schlagfeuerzeug, China, Qing-Dynastie
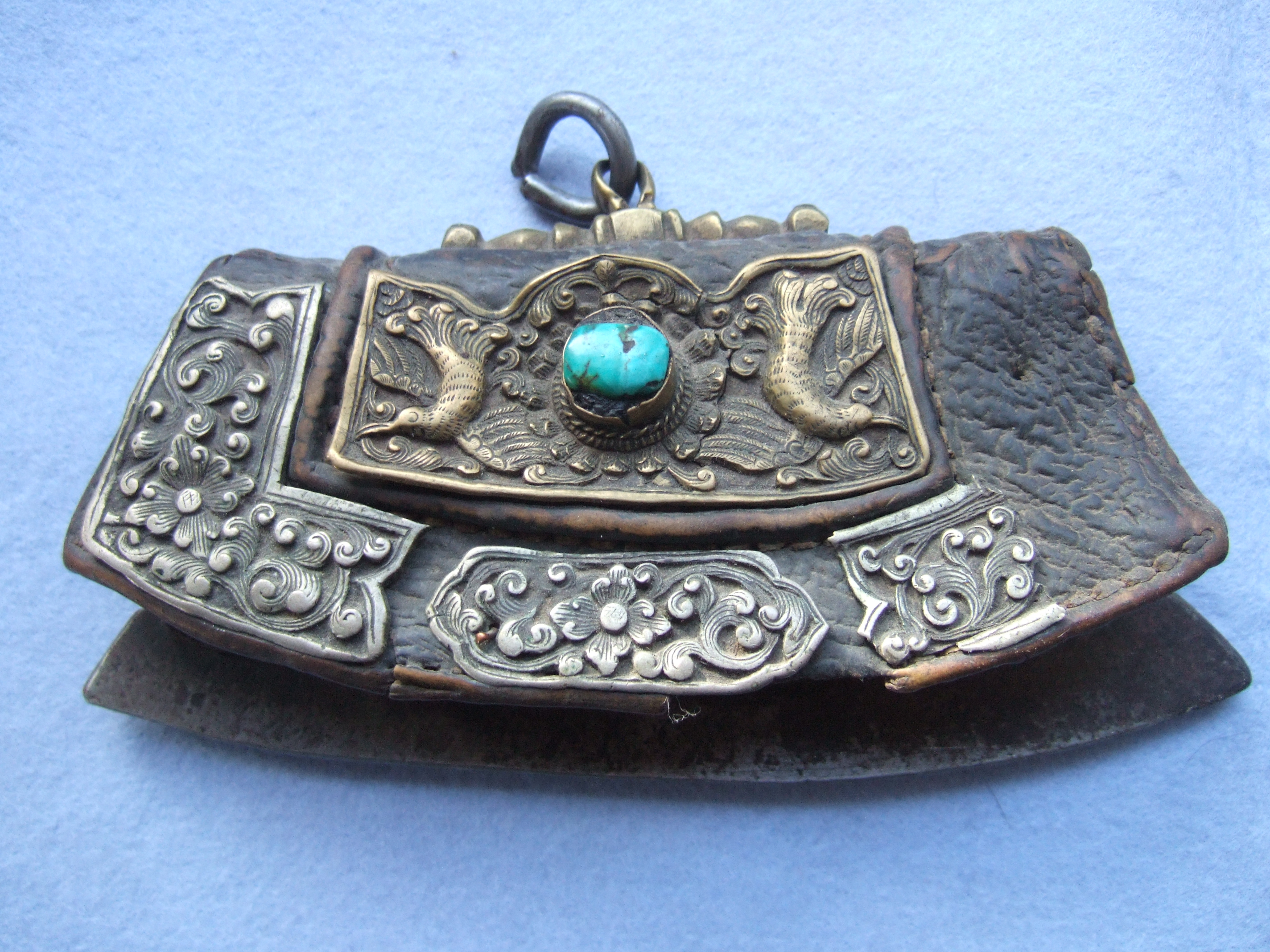
Tibetisches Me lcags
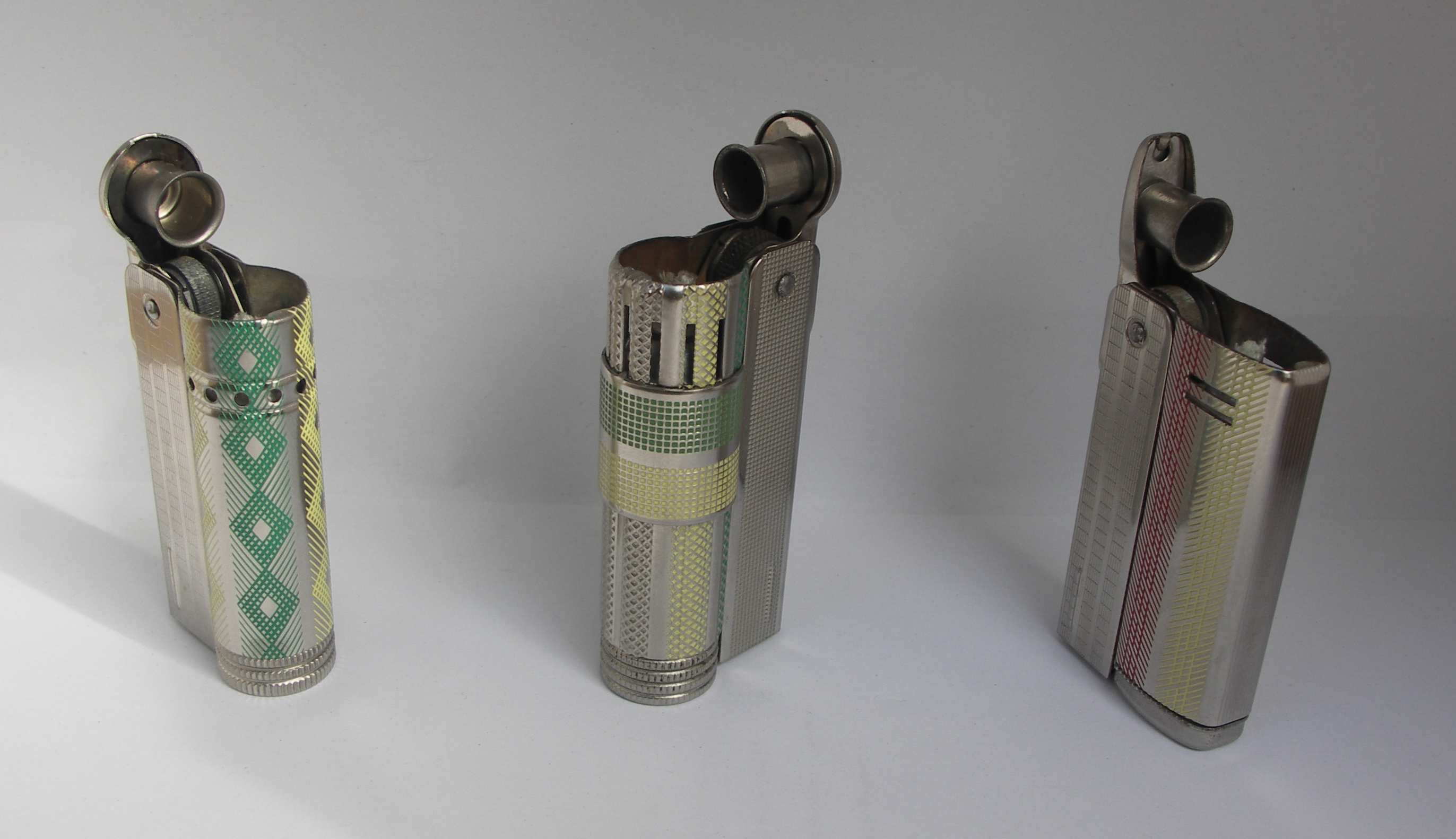
Feuerzeuge der Firma IMCO
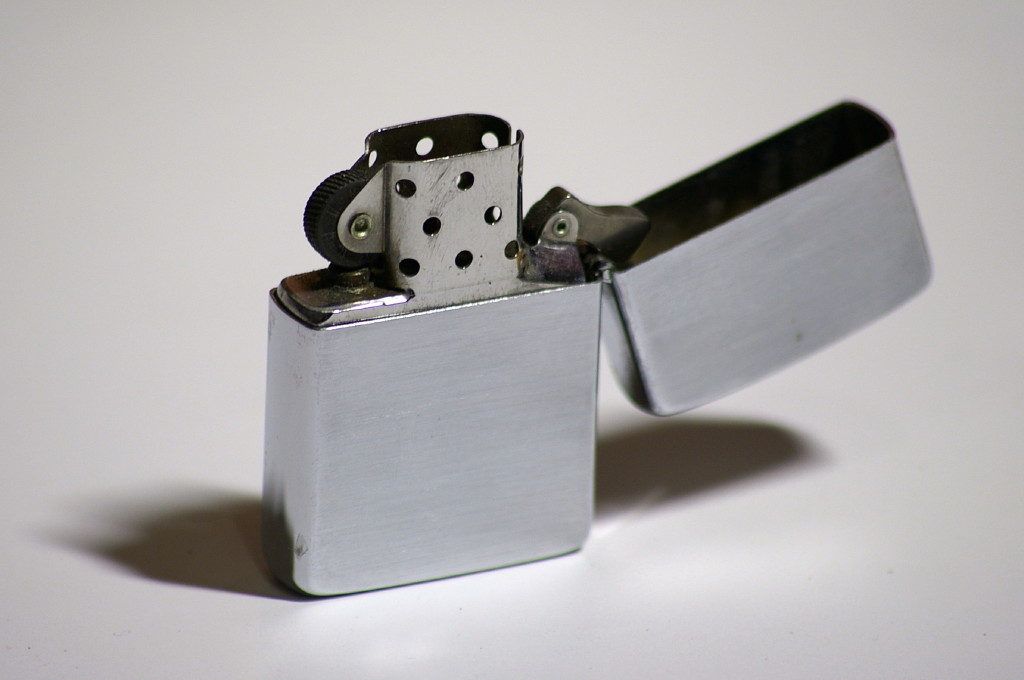
Zippo Benzinfeuerzeug